# 戴维·特林布尔
威廉·戴维·特林布尔男爵（英語：William David Trimble, Baron Trimble，1944年10月15日—2022年7月25日），英国政治家，1998至2002年任首任北爱尔兰首席部长，1995至2005年任阿尔斯特统一党领袖。1998年，因为“为结束北爱尔兰造成3500人丧生的宗教和社会冲突做出了贡献”，与约翰·休姆同获诺贝尔和平奖。